# Лавров, Лев Николаевич
Лев Никола́евич Лавро́в (13 марта 1933, Шуя — 24 июня 1994, Пермь) — советский и российский учёный, конструктор и организатор производства ракетно-космической техники, твердотопливных двигателей. Доктор технических наук (1981), профессор (1985), член-корреспондент АН СССР с 23 декабря 1987 года по Отделению физико-технических проблем энергетики (энергетическое машиностроение), заслуженный конструктор Российской Федерации (1993). Герой Социалистического Труда (1984).

## Биография
После окончания Ленинградского военно-механического института (1956) направлен на работу в Молотов (Пермь), в СКБ-172 под руководством М. Ю. Цирульникова.
В 1968 году назначен главным конструктором пермского КБ Машиностроения, с 1985 года — генеральный конструктор и генеральный директор НПО Искра.
Под руководством Л. Н. Лаврова были созданы твердотопливные двигательные установки для нескольких поколений стратегических ракет Российских РВСН и ВМФ.
При непосредственном участии Льва Лаврова в Пермском политехническом институте была создана кафедра «Конструирование машин». Работал заведующим кафедры с момента её открытия в 1985 году до 1994 года.

## Награды
Герой Социалистического Труда (1984), лауреат Ленинской премии и Государственной премии, член-корреспондент Российской академии наук.

## Память о Лаврове
- улица Лаврова, Пермь,
- медаль Федерации космонавтики России «Имени Генерального конструктора Л. Н. Лаврова»,
- памятная доска на здании гимназии № 1 в г. Шуя, где Л.Н. Лавров учился с 1940 по 1947 годы. В  честь него названа улица города Пермь